# Одна ночь господина
«Одна ночь господина» (яп. 或る夜の殿様, ару ё-но тоносама); англ. Lord for a Night) — японский комедийный фильм, поставленный в 1946 году одним из пионеров японского кинематографа, режиссёром Тэйноскэ Кинугаса. То, что режиссёр в данной своей работе обратился к периоду Мэйдзи не случайно. Кинугаса за свою предшествующую 1946 году карьеру был приверженцем жанра дзидайгэки. После высадки армий генерала Макартура японцам было запрещено снимать дзидайгэки (принято считать, что к этому чисто японскому киножанру относятся исторические фильмы, действие которых происходит до реставрации Мэйдзи, то есть до 23 октября 1868 года по григорианскому календарю), так как считалось что фильмы данной тематики прославляют милитаризм. В то же время новыми оккупационными властями, держащими под контролем в том числе и кинематограф, не приветствовалось и создание комедий на современную тему, считалось что они могут носить подрывной характер. В таких условиях, режиссёр Кинугаса был вынужден выбрать нейтральный период для своей комедии и он предпочёл остановить свой выбор на 1886 годе (19-й год эпохи Мэйдзи). Фильм высмеивал феодальные порядки и утверждал идею необходимости установления новых, демократических отношений между людьми. Он имел огромный успех у зрителей и был отмечен как лучший фильм 1946 года на 1-й церемонии награждения премий «Майнити». 

## Сюжет
Весна 1886 года (19 год эры Мэйдзи). В только что отстроенной гостинице в Хаконе остановились именитые гости — купец из Осаки Китахара, скороспелый богач Этигоя с супругой, министр путей сообщения, его превосходительство Эномото.
Китахара обхаживает министра, стремясь заполучить подряд на строительство железной дороги. Этигоя старается перехитрить Китахару. Министр Эномото уезжает в Токио, обещая что уладит дело с железной дорогой, если найдётся Киитиро Тайра — младший брат наместника Мито, исчезнувший после своего выступления против правительства. Между тем в гостинице появляется бродячий студент. Его гостеприимно встречает служанка гостиницы Омицу. Оскорблённый женой Этигоя, купец Китахара решает отомстить ей, воспользовавшись тщеславием этой скороспелой богачки. Он выдаёт студента за Киитиро Тайра, чтобы потом раскрыть обман и опозорить её. Студент подружился с дочерью Этигоя Мёко. Но та, стыдясь тщеславия своей матери, начинает избегать встреч с ним. Наконец приходит весть о том, что министр возвращается в гостиницу. Китахара не знает, что ему делать. Он признаётся Этигоя, что студент вовсе не Киитиро, и пытается удалить его из гостиницы. Но студента это нисколько не смущает. Мёко же, узнав, что этот студент не тот, за кого его выдавали, наоборот, проникается к нему дружескими чувствами. Вскоре приезжает Эномото. Выясняется, что студент всё же действительно Киитиро. Все поражены. Киитиро же раскрываются подлинные характеры людей, остановившихся в гостинице. Благодарный Омицу за её дружбу, спускается он вниз по горной дороге.

## В ролях
- Кадзуо Хасэгава — Киитиро Тайра
- Сусуму Фудзита — спутник Тайры
- Хидэко Такаминэ — Омицу
- Дэндзиро Окоти — Эномото, министр путей сообщения
- Исудзу Ямада — Мицу, горничная
- Хё Китадзава — Икэда, секретарь
- Эйтаро Синдо — Кисукэ Этигоя, отец Омицу
- Тёко Иида — жена Этигоя, мать Омицу
- Масао Симидзу — Кацугоро Ямадзаки
- Мицуко Ёсикава — его жена
- Сатико Митани — Аяко Мусумэ
- Такаси Симура — Китахара
- Итиро Сугай — Нитаро Суганума
- Сёдзи Киёкава — Санъэмон Хакава
- Кэндзо Асада — Кэндзо Огура
- Тайдзо Фуками — Фудзисима, руководитель группы
- Итиро Тэцу — Масао Кимура
- Тэцу Накамура — Рё Накакубо
- Акитакэ Коно — Сэкикава
- Кэйитиро Фудзимото — Маэда
- Рютаро Нагаи — Гото
- Дзэнъитиро Кито — Дзюбэй Фукумото
- Сабуро Саваи — Банто

## Премьеры
- — 11 июля 1946 года состоялась национальная премьера фильма в Токио[1]

## Награды и номинации
Кинопремия «Майнити» (1947)
- Премия за лучший фильм 1946 года — «Одна ночь господина»

Премия журнала «Кинэма Дзюмпо» (1947)

- Фильм номинировался на премию за лучший фильм 1946 года, однако по результатам голосования занял 3 место.